# Christian Gustav Clemm

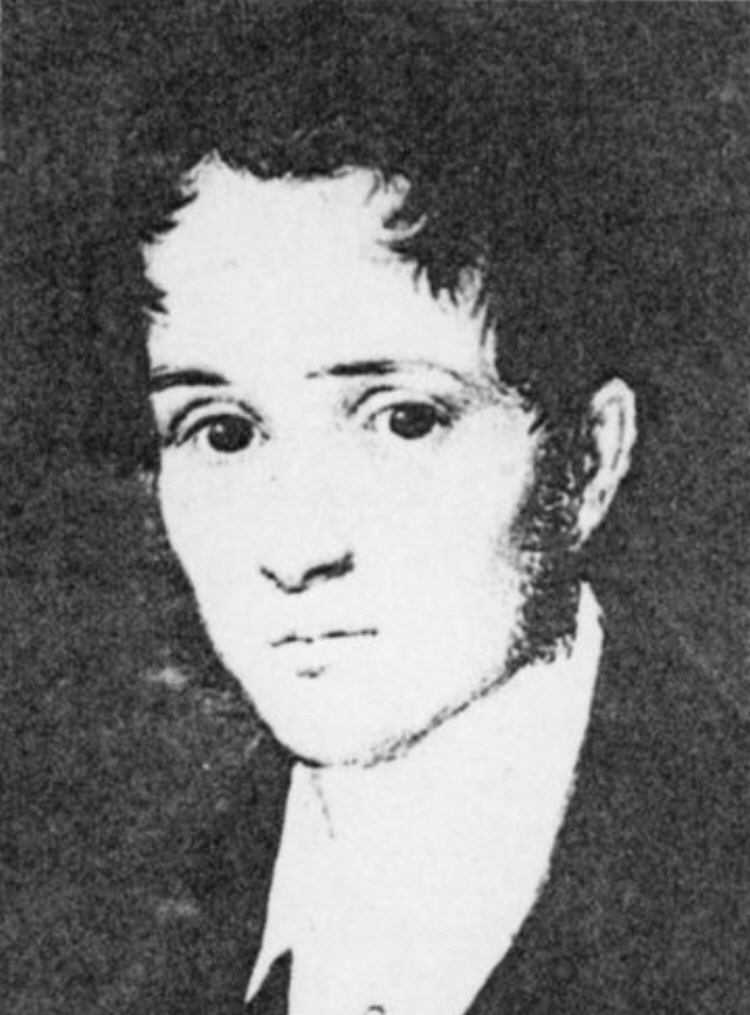
Gustav Clemm 1845

Christian Gustav Clemm, auch Gustav Klem (* 29. März 1814 in Lich, Hessen; † 3. Januar 1866 in Dresden) war ein deutscher Chemiker.

## Leben
Clemm studierte an der Universität Gießen Chemie und war dort 1831 Mitglied des Corps Hassia Gießen und der Alten Burschenschaft Germania Gießen sowie 1833 des Corps Palatia Gießen. Verbindung pflegte er in dieser Zeit auch zu dem Dichter Georg Büchner und dem Butzbacher Pfarrer Friedrich Ludwig Weidig. Als 19-jähriger studentischer Verschwörer, der Flugblätter des „Hessischen Landboten“ vorbereitet und im Land verteilt hatte, wurde er zu 10 Jahren Zuchthaus verurteilt. Nach seiner Begnadigung im Jahr 1839 musste er Hessen verlassen und konzentrierte sich auf seinen Beruf als Apotheker und Chemiker. Zu dieser Begnadigung konnte es nur kommen, weil er durch seine Erklärungen und Geständnisse an die fünfzig Personen ins Gefängnis und Friedrich Ludwig Weidig den Tod brachte. Nur so konnte er auch zum Staatsdienst und somit zur Verheiratung mit einer Gutsbesitzer- und Staatsministertochter zugelassen werden.
1845 promovierte er an der Universität Göttingen mit einer Arbeit zur Milch Inquisitiones chemicae ac microscopicae in mulierum ac bestiarum complurum lac. Danach war er neben Christian Gottfried Boehringer (1818–1864) technischer Direktor einer chemischen Fabrik in Heilbronn, die 1852 mit der Fabrik „Wohlgelegen“ seines Bruders in Mannheim zusammengelegt worden war.
1856 leitete er in Wien die Gründung des österreichischen Vereins für chemische und metallurgische Produktion zu Aussig a. d. Elbe (Aussiger Verein). Nachdem er 1859 als Direktor der Aussiger Fabrik entlassen wurde, ging er nach Dresden, wo er 1863 Patente bezüglich einer Verbesserung der Schwefelsäure-, Soda- und Magnesiaherstellung erhielt.